# Mario Amura
Mario Amura (Napoli, 18 aprile 1973) è un fotografo e direttore della fotografia italiano.

## Biografia
Dopo gli studi di Diritto Internazionale superati con lode presso la facoltà di giurisprudenza di Napoli, frequenta il corso di fotografia presso il Centro sperimentale di cinematografia. Inizia a lavorare come fotoreporter nel 1993. Nel 1999 viene pubblicato un catalogo del suo lavoro da parte dello Studio d'Arte Memoli di Milano.
Il suo esordio come direttore della fotografia avviene con  E io ti seguo, un film di Maurizio Fiume sull'omicidio del giornalista del Mattino Giancarlo Siani. Il film viene presentato al Montreal World Film Festival.
Nel 2003 inizia la sua collaborazione con Vincenzo Marra col quale girerà tre documentari (Paesaggio a sud, L'udienza è aperta, Il grande progetto) e nel 2004 il film Vento di terra, che presentato alla 61ª Mostra internazionale d'arte cinematografica di Venezia, riceve il premio Fipresci quale opera più innovativa, oltre che la menzione speciale nella sezione Orizzonti. Per lo stesso film vince il Premio Giuseppe Rotunno nel 2005.
Collabora con Paolo Sorrentino alla realizzazione della versione televisiva della commedia Sabato, domenica e lunedì di Eduardo De Filippo, che viene trasmessa nella notte del 25 dicembre. Con lo stesso Sorrentino gira il cortometraggio La notte lunga, ed il documentario collettivo La primavera del 2002 - L'Italia protesta, l'Italia si ferma.
Nel 2004 è chiamato da Luca Guadagnino per realizzare Cuoco contadino, presentato in concorso al festival di Venezia. Con lo stesso regista lavorerà sul film Melissa P..
Nel 2005 cura la fotografia del film Nessun messaggio in segreteria, diretto da Paolo Genovese e Luca Miniero. Con Luca Miniero lavorerà a vari spot pubblicitari nel corso degli anni.
Nel 2007 cura la fotografia del film In memoria di me, di Saverio Costanzo, presentato in concorso al Festival internazionale del cinema di Berlino, ricevendo nuovamente il premio Giuseppe Rotunno e una nomination al Ciak d'oro. Dello stesso anno sono Due vite per caso di Alessandro Aronadio presentato in concorso al Festival di Berlino 2010 (sezione Panorama) e Into Paradiso di Paola Randi presentato alla Mostra Internazionale d'Arte Cinematografica di Venezia nel 2010. Ha collaborato inoltre con Nina Di Majo, Volfango De Biasi, Serafino Murri.
Come regista nel 2003 dirige Racconto di guerra, un cortometraggio ambientato a Sarajevo durante gli anni dell'assedio. Racconto di guerra riceve il premio David di Donatello nel 2003. Lavora dal 2007 ad un progetto di performance live-set chiamato StopEmotion.

## Filmografia

### Direttore della fotografia

#### Cinema
- Monna Lisa, regia di Matteo del Bo - cortometraggio (2000)
- La notte lunga, regia di Paolo Sorrentino - cortometraggio (2001)
- Generazioni d'amore - Le quattro Americhe di Fernanda Pivano, regia di Ottavio Rosati (2001)
- Coppia (o le misure dell'amore), regia di Paolo Genovese e Luca Miniero - cortometraggio (2002)
- L'ultimo rimasto in piedi, regia di Ugo Capolupo - cortometraggio (2002)
- Ritratto di bambino, regia di Gianluca Iodice - cortometraggio (2002)
- On est venu me chercher, regia di Ilana Navaro - cortometraggio (2003)
- E io ti seguo, regia di Maurizio Fiume (2003)
- Paesaggio a sud, regia di Vincenzo Marra - cortometraggio (2003)
- Cuoco contadino, regia di Luca Guadagnino (2004)
- Vento di terra, regia di Vincenzo Marra (2004)
- The Changing of the Guard, regia di Serafino Murri - cortometraggio (2005)
- Nessun messaggio in segreteria, regia di Paolo Genovese e Luca Miniero (2005)
- Melissa P., regia di Luca Guadagnino (2005)
- Bambini, regia di Andrea Burrafato, Alessio Maria Federici, Peter Marcias e Michele Rho (2006)
- Ti lascio perché ti amo troppo, regia di Francesco Ranieri Martinotti (2006)
- L'udienza è aperta, regia di Vincenzo Marra (2006)
- In memoria di me, regia di Saverio Costanzo (2007)
- La seconda volta non si scorda mai, regia di Francesco Ranieri Martinotti (2008)
- Il grande progetto, regia di Vincenzo Marra (2008)
- Solo amore, regia di Volfango De Biasi (2008)
- Feisbum, regia di Alessandro Capone, Dino Giarrusso, Laura Luchetti, Mauro Mancini, Serafino Murri, Giancarlo Rolandi e Emanuele Sana (2009)
- Due vite per caso, regia di Alessandro Aronadio (2010)
- Draquila - L'Italia che trema, regia di Sabina Guzzanti (2010)
- Into Paradiso, regia di Paola Randi (2010)
- Napoli 24, regia collettiva (2010)
- Miracolo aquilano, regia di Marco Iannini e Stefano Mutolo - cortometraggio (2012)
- La Brigade, regia di Cécile Allegra (2012)
- Prima di tutto, regia di Marco S. Puccioni (2012)
- Portrait from a Set, regia di Mario Amura - cortometraggio (2014)
- Scandalo in sala. La sfida tra Potere e Cinema in Italia, regia di Serafino Murri e Alexandra Rosati (2014)

#### Televisione
- La primavera del 2002 - L'Italia protesta, l'Italia si ferma (2002)
- Sabato, domenica e lunedì, regia di Paolo Sorrentino (2004)
- Socioplay del Canto di Natale di Dickens, Rai Sat, regia di Ottavio Rosat (2006)
- Il vizio dell'amore – serie TV, episodi 1x16 (2006)
- Docs interdits, regia di Mario Amura (2017)

## Riconoscimenti
- David di Donatello
  - vincitore:
    - 2003:David di Donatello per il miglior cortometraggio - Racconto di guerra
- Premio Giuseppe Rotunno
  - vincitore:
    - 2005: miglior direttore della fotografia - Vento di terra
    - 2007: miglior direttore della fotografia - In memoria di me
- Ciak d'oro 2006
  - vincitore:
    - 2004: migliore corto - Racconto di guerra

  - candidato:
    - 2007: migliore fotografia - In memoria di me